# Klarič
Klarič je priimek v Sloveniji, ki ga je po podatkih Statističnega urada Republike Slovenije na dan 1. januarja 2010 uporabljalo 224 oseb.

## Znani nosilci priimka
- Davor Klarič (*1966), glasbeni aranžer in klaviaturist
- Ivan Klarič (*1953), filmski snemalec, režiser, scenarist, producent; pesnik na avstrijskem Koroškem (od 1988)
- Janez (Ivan) Klarič (1920—1942), pesnik, partizan, krščanski socialist
- Jože Klarič (1907—1981), partizan prvoborec, politik
- Klavdij Klarič (*1949), slikar naivec
- Matej Klarič, politolog
- Matija Klarič (1912—2003), geodet
- Rudolf Klarič (1910—1986), gospodarstvenik (podjetnik v Argentini)
- Rudi Klarič (*1939), TV-snemalec, novinar in scenarist